# Tiligul-Tiras Tiraspol
SC Tiligul-Tiras Tiraspol a fost un club de fotbal din Tiraspol, Republica Moldova, care a evoluat preponderent în Divizia Națională. Înființată în 1938, echipa a evoluat pe Stadionul Municipal din Tiraspol până la desfiiințarea sa în 2009.

## Istoric denumiri
Istoricul schimbării denumirii:
- 1938 - Spartak
- 1939 - Pișcevik
- 1963 - Luceafărul
- 1967 - Energhia
- 1968 - Dnestr
- 1978 - Start
- 1979 - Avtomobilist
- 1986 - Tekstilșcik
- 1990 - Tiras
- 1991 - Tiligul
- 2004 - Tiligul-Tiras
- 2009 - Olimpia-2-Tiligul
- 2011 - Olimpia-2

## Palmares
- Divizia Națională

Vicecampioană: 1992, 1992-93, 1993-94, 1994-95, 1995-96, 1997-98
Locul 3: 1996-97, 1998-99, 2000-01
- Cupa Moldovei (3): 1993, 1994, 1995

Finalistă: 1992, 1996
- Divizia "A" (1): 2002-03

## Istoric evoluții
| Sezon   | Divizie           | Loc | M  | V  | E  | Î  | GM | GP | Pct | Cupă          |
| ------- | ----------------- | --- | -- | -- | -- | -- | -- | -- | --- | ------------- |
| 1992    | Divizia Națională | 2   | 22 | 15 | 5  | 2  | 40 | 13 | 35  | Finalistă     |
| 1992/93 | Divizia Națională | 2   | 30 | 20 | 7  | 3  | 80 | 28 | 47  | Câștigătoare  |
| 1993/94 | Divizia Națională | 2   | 30 | 23 | 3  | 4  | 94 | 32 | 49  | Câștigătoare  |
| 1994/95 | Divizia Națională | 2   | 26 | 21 | 3  | 2  | 78 | 18 | 66  | Câștigătoare  |
| 1995/96 | Divizia Națională | 2   | 30 | 24 | 2  | 4  | 95 | 21 | 74  | Finalistă     |
| 1996/97 | Divizia Națională | 3   | 30 | 20 | 8  | 2  | 73 | 12 | 68  | semifinale    |
| 1997/98 | Divizia Națională | 2   | 26 | 19 | 2  | 5  | 45 | 20 | 59  | semifinale    |
| 1998/99 | Divizia Națională | 3   | 18 | 9  | 4  | 5  | 22 | 19 | 31  | 1/4 de finală |
| 1999/00 | Divizia Națională | 5   | 36 | 12 | 13 | 11 | 35 | 33 | 49  | 1/4 de finală |
| 2000/01 | Divizia Națională | 3   | 28 | 11 | 8  | 9  | 33 | 34 | 41  | 1/4 de finală |
| 2001/02 | Divizia Națională | 7   | 28 | 6  | 7  | 15 | 24 | 46 | 25  | semifinale    |
| 2002/03 | Divizia „A”       | 1   | 26 | 21 | 2  | 3  | 63 | 12 | 65  | 1/8 de finală |
| 2003/04 | Divizia Națională | 6   | 28 | 5  | 14 | 9  | 21 | 26 | 29  | 1/8 de finală |
| 2004/05 | Divizia Națională | 6   | 28 | 11 | 8  | 9  | 32 | 27 | 41  | semifinale    |
| 2005/06 | Divizia Națională | 4   | 28 | 7  | 13 | 8  | 22 | 23 | 34  | 1/4 de finală |
| 2006/07 | Divizia Națională | 8   | 36 | 6  | 15 | 15 | 23 | 46 | 33  | 1/4 de finală |
| 2007/08 | Divizia Națională | 7   | 30 | 7  | 8  | 15 | 16 | 36 | 29  | 1/4 de finală |
| 2008/09 | Divizia Națională | 10  | 30 | 7  | 4  | 19 | 24 | 60 | 25  | 1/4 de finală |

## Rezultate în cupele europene
Cupa UEFA
| Sezon   | Runda | Oponent         | Acasă | Deplasare | Scor general |
| ------- | ----- | --------------- | ----- | --------- | ------------ |
| 1996–97 | 1     | Dinamo-93 Minsk | 1–3   | 1–1       | 2–4          |
| 1997–98 | 1     | Neuchâtel Xamax | 1–3   | 0–7       | 1–10         |
| 1998–99 | 1     | Anderlecht      | 0–1   | 0–5       | 0–6          |

Cupa UEFA Intertoto
| Sezon | Runda | Oponent           | Acasă | Deplasare | Scor general |
| ----- | ----- | ----------------- | ----- | --------- | ------------ |
| 1999  | 1     | Polonia Varșovia  | 0–0   | 0–4       | 0–4          |
| 2001  | 1     | Cliftonville F.C. | 1–0   | 3–1       | 4–1          |
| 2001  | 2     | Tatabánya         | 1–1   | 0–4       | 1–5          |
| 2005  | 1     | Pogoń Szczecin    | 0–3   | 2–6       | 2–9          |

Cupa Cupelor UEFA 
| Sezon   | Runda | Oponent   | Acasă | Deplasare | Scor general |
| ------- | ----- | --------- | ----- | --------- | ------------ |
| 1994-95 | 1     | AC Omonia | 0–1   | 1–3       | 1–4          |
| 1995-96 | 1     | FC Sion   | 0–0   | 2–3       | 2–3          |

## Jucători notabili
- Serghei Belous
- Vladimir Kosse
- Igor Oprea
- Serghei Pogreban
- Alexandru Spiridon
- Serghei Covalciuc
- Igor Dobrovolschi
- Serghei Stroenco
- Boris Tropaneț
- Eugen Hmaruc

## Antrenori
| Antrenor              | Țara              | Început | Sfârșit |
| --------------------- | ----------------- | ------- | ------- |
| Valentin Voicenko     | Uniunea Sovietică | 1981    | 1984    |
| Vladimir Gosperski    | Uniunea Sovietică | 1985    | 1986    |
| Evgheni Șinkarenko    | Uniunea Sovietică | 1986    | 1986    |
| Ivan Daniliants       | Uniunea Sovietică | 1987    | 1990    |
| Vladimir Veber        | Ucraina           | 1991    | 1991    |
| Piotr Kutuzov         | Ucraina           | 1992    | 1992    |
| Evgheni Șinkarenko    | Republica Moldova | 1993    | 1993    |
| Aleksandr Vereovkin   | Republica Moldova | 1993    | 1993    |
| Serghei Dubrovin      | Republica Moldova | 1993    | 1993    |
| Viktor Zubkov         | Ucraina           | 1993    | 1994    |
| Efim Șkolnikov        | Ucraina           | 1994    | 1994    |
| Alexandru Mațiura     | Republica Moldova | 1994    | 1995    |
| Viktor Matvienko      | Ucraina           | 1995    | 1995    |
| Anatoli Baidacinîi    | Rusia             | 1996    | 1996    |
| Alexandru Spiridon    | Republica Moldova | 1997    | 1998    |
| Serghei Dubrovin      | Republica Moldova | 1998    | 1998    |
| Vladimir Cosse        | Republica Moldova | 1998    | 1998    |
| Serghei Dubrovin      | Republica Moldova | 1998    | 1998    |
| Alexandru Spiridon    | Republica Moldova | 1999    | 2000    |
| Oleksandr Holokolosov | Republica Moldova | 2000    | 2001    |
| Ghenadie Tiumin       | Republica Moldova |         |         |
| Vladimir Vusatîi      | Republica Moldova | 2002    | 2002    |
| Evgheni Șinkarenko    | Republica Moldova | 2003    | 2005    |
| Igor Dobrovolski      | Rusia             | 2005    | 2006    |
| Aleksandr Vereovkin   | Republica Moldova | 2006    | 2006    |
| Octavio Zambrano      | Ecuador           | 2006    | 2007    |
| Valerii Vasiliev      | Republica Moldova | 2008    | 2009    |